# Joseph Jourdain de Muizon
Pas d'image ? Cliquez ici

a Compétitions nationales et continentales officielles uniquement.

b Matchs officiels uniquement.
Joseph Auguste Emmanuel Jourdain de Muizon, né le 29 décembre 1890 à Versailles et mort le 23 octobre 1958 à Paris, est un joueur français de rugby à XV. Il a évolué au Stade français et en sélection nationale au poste d'ailier gauche (1,80 m pour 70 kg).

## Biographie
Petit-fils d'Henri de Gavardie, il est fondateur et président-directeur général de la compagnie nantaise des bois déroulés et contreplaqués.

## Carrière

### En équipe nationale
Joseph Jourdain de Muizon honore sa première et unique cape internationale le 28 mars 1910 contre l'Irlande dans le cadre du Tournoi des Cinq Nations.

## Palmarès
- 1 sélection en équipe de France, en 1910.
- Tournois des Cinq Nations disputés : 1910